# Horns krig

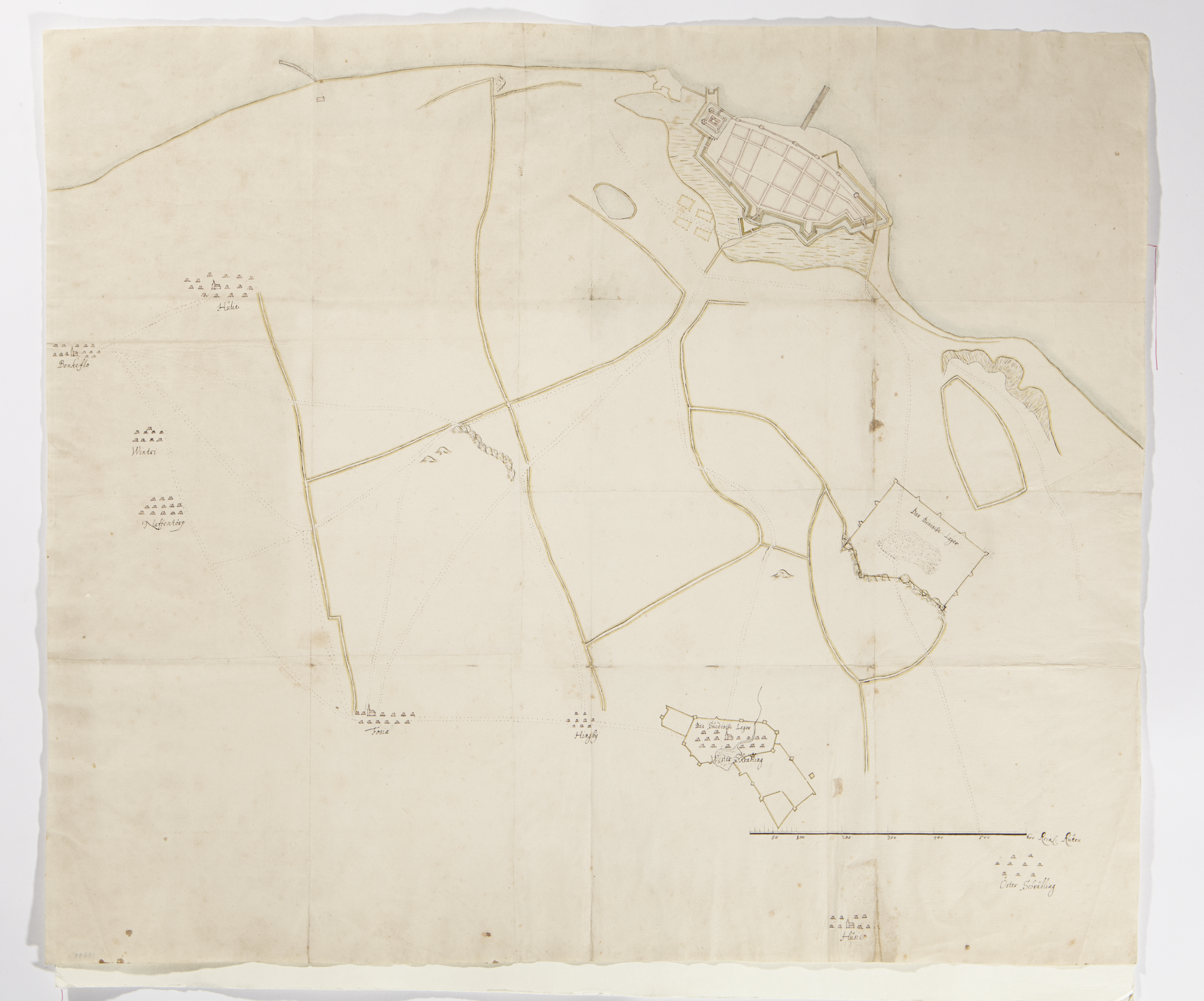
Kopia av Olof Örnehufvuds karta över Malmö 1644.

Horns krig kallas det fälttåg i Torstensons krig som utspelades i Skåne och leddes av Gustaf Horn.
Under kriget mot Danmark 1644 inföll Gustaf Horn i Skåne. Med en armé på ca 11 000 man gick han den 14 februari in från Småland och erövrade hela landskapet utom Malmö och Kristianstad.
Planen var att Horn skulle besätta Skåne, medan Lennart Torstensson skulle infalla i Danmark för att besätta  öarna. De skulle därefter mötas på Själland och slå Danmark i grunden. Skåne försvarades av mycket illa utrustade danska styrkor under befäl av Ebbe Ulfeldt, dessa var mobiliserade häradsvis och förde gerillakrig mot den svenska armén. Horn intog Lund den 28 februari där han inrättade sitt högkvarter. Då han hade stora problem att försörja sin stora armé och beslöt han sig för att sända ut provianteringsstyrkor. En av dessa styrkor under kavallerichef Hans Wachtmeister drog norrut för att passera bron över Kävlingeån vid Getinge. Vid bron möttes han av en bondehär på 300 man från Frosta som skingrades och flydde. Wachtmeister förde därefter sina styrkor österut längs åns norra strand och kom till slut fram till Hjularöd som vid tiden ägdes av Knud Gabrielsen som var dansk landsdomare i Halland. Soldaterna plundrade och brände slottet varefter de drog vidare österut norr om Vombsjön i syfte att nå Bjärsjölagård samt Övedskloster. Då man fruktade att det skulle finnas ett bondeuppbåd vid Borsts vadställe följde man inte landsvägen längs Vombsjöns norra strand, utan beslutade sig för att korsa Borstbäcken ett stycke norrut. Vid det tilltänkta vadstället väntade ett bondeuppbåd på ca 500 man som nedgjordes i Slaget vid Borst.
År 1645 påbörjades en belägring av Malmö, som dock avbröts genom freden i Brömsebro. Detta krigsföretag har kommit att kallas "Horns krig".